# Annibale Bugnini
Annibale Bugnini, né le 14 juin 1912 à Civitella del Lago (commune de Baschi en Ombrie, Italie) et décédé le 3 juillet 1982 à Rome, est un archevêque catholique, membre de la Congrégation de la Mission.
Proche ami de Paul VI, il fut le principal organisateur de la réforme liturgique dont le concile Vatican II avait posé les bases théologiques. Secrétaire du Consilium ad exsequendam Constitutionem de Sacra Liturgia, il est un artisan décisif de la rédaction des livres liturgiques catholiques actuels, surtout du missel, du lectionnaire, et de plusieurs fascicules du rituel et du pontifical, ce qui lui vaut une réputation contrastée.

## Biographie

### Formation et débuts
Annibale Bugnini est ordonné prêtre au sein de la Congrégation de la Mission (pères Lazaristes) le 26 juillet 1936. À partir de 1946 il est rédacteur en chef de la revue liturgique Ephemerides liturgicae et commence à intervenir dans le domaine des études liturgiques spécialisées.

### Commissions liturgiques précédant Vatican II
En 1948, Pie XII nomme Annibale Bugnini Secrétaire de la « Commission pour la réforme liturgique », dite « Commission Piana ». Cette commission, instaurée le 28 juin 1948 en marge de la Congrégation des Rites, comprenait 8 membres sous la présidence du cardinal Clemente Micara, puis du cardinal Gaetano Cicognani. L’objectif était de réfléchir à des améliorations possibles en matière liturgique dans l'esprit de l'encyclique Mediator Dei. Bugnini reste à ce poste jusqu'en 1960.
En 1956, il est nommé consultant à la Congrégation des Rites puis en 1957, il est nommé professeur de liturgie à l'université pontificale du Latran.
De 1959 à 1962, en prévision du concile Vatican II, il est secrétaire de la Commission préparatoire pour la liturgie, à nouveau présidée par le cardinal Gaetano Cicognani. Selon son biographe Yves Chiron, il est bien plus qu'un simple secrétaire et déploie ses talents d'organisateur hors-pair. Comme secrétaire, il prend en main l’élaboration du schéma préparatoire, c’est-à-dire le document qui doit être soumis au débat lors du concile. Il divise les experts en groupes de travail réduits travaillant sur des sujets particuliers, et fait reporter pour après le concile certaines questions et propositions trop audacieuses. Ce document est proposé au vote et adopté lors de la commission le 13 janvier 1962, en séance plénière de la Commission préparatoire.

### Concile Vatican II
Le concile s’ouvre le 11 octobre 1962. La commission liturgique conciliaire, en majorité élue (le 20 octobre 1962) sur des listes constituées par les membres du Concile et présidée par le cardinal Arcadio Larraona est la seule à ne pas avoir le même secrétaire que la Commission préparatoire : Bugnini est, en effet, écarté du projet.
Le schéma sur la liturgie est le premier thème abordé. Le débat a lieu du 22 octobre au 13 novembre 1962. Lors du vote, le 14 novembre, un tel nombre d'amendements est demandé que le pape Jean XXIII renvoie le texte à une session suivante.
L'avènement de Paul VI, le 21 juin 1963, est presque aussitôt suivi de la refonte générale de la Curie. Immédiatement après son élection, Paul VI rappelle Bugnini et le nomme théologien personnel du pape.
Le 1er octobre 1963, ouvrant la seconde session du Concile, le pape nomme Bugnini à la présidence de la Commission spéciale pour la réforme de la liturgie[réf. nécessaire]. La Constitution sur la Liturgie Sacrée Sacrosanctum Concilium est adoptée par 2147 voix contre 4 le 22 novembre, puis promulguée par Paul VI le 4 décembre.

### Consilium ad exsequendam Constitutionem de Sacra Liturgia
Bugnini est, dès sa création par Paul VI début 1964, secrétaire du Consilium ad exsequendam Constitutionem de Sacra Liturgia. Le président est d'abord le cardinal Giacomo Lercaro, puis, après 1968, le cardinal Benno Gut qui meurt à son tour en 1970. Cette commission met en place la réforme de la liturgie demandée par la constitution Sacrosanctum Concilium de Vatican II.
Le 21 octobre 1967, s'ouvre le premier synode des évêques ; le père Bugnini vient présenter une « messe normative, ébauche d'une nouvelle messe » qu'il célèbre dans la chapelle Sixtine. La messe est dite en italien, entièrement à haute voix. Elle comprend un rite d'accueil, une brève cérémonie pénitentielle commune, Gloria, trois lectures, Credo, prière universelle, de brèves prières de « déposition des dons », le Canon, etc. Cette première version de la messe n'est pas approuvée lors d'un vote : 71 évêques votent placet (approuvée), 43 évêques non placet (non approuvée) et 62 évêques votèrent placet iuxta modum (approuvée avec des réserves).
Une nouvelle messe modifiée est présentée en fin d'année et le 3 avril 1969 Paul VI promulgue la constitution apostolique Missale romanum et la nouvelle version de la messe, et dissout le Consilium, laissant la Congrégation pour le culte divin assurer la pérennité de la réforme. Les qualités d'organisateur de Bugnini dans la mise en œuvre de la réforme liturgique sont soulignées par son biographe Yves Chiron.

### Congrégation pour le Culte Divin
De 1969 jusqu'à 1975, Bugnini est secrétaire et promoteur de la Congrégation pour le culte divin, jusqu'à ce qu'elle soit réunie en 1975 à la Congrégation des Sacrements.
Alors que la réforme liturgique entre en vigueur avec des excès d'applications, Bugnini obtient du pape l'ajout dans le missel des prières eucharistiques pour les enfants et pour la réconciliation, contre l'avis de la Congrégation pour la doctrine de la foi.
Le 6 janvier 1972, il est nommé archevêque titulaire de Diocletiana (de). Le pape Paul VI lui retire progressivement sa confiance.

### Disgrâce et décès
Après la fusion en 1975 de la Congrégation pour le culte divin, dont Annibale Bugnini était secrétaire, il est brutalement exclu de l'organigramme de la congrégation. Selon son biographe Yves Chiron, sa disgrâce a principalement pour origine ses relations difficiles avec le reste de la Curie romaine, et notamment les critiques par la Congrégation pour la Doctrine de la foi, la Commission théologique internationale et la Secrétairerie d'État, de certains actes ou décisions de la Congrégation pour le culte divin couverts par l'autorité de Bugnini,. Bugnini se retire quelques mois au couvent de San Silvestro, puis, le 4 janvier 1976, Paul VI le nomme pro-nonce apostolique en Iran. Le résultat de ses travaux de recherche historique sera publié en 1981 sous le titre La Chiesa in Iran.
En 1979, il tente sans succès d'obtenir, au nom du pape, la libération des otages américains détenus sur l'ordre de l'ayatollah Khomeini, qu'il rencontre pour lui remettre un message de Jean-Paul II en ce sens.
Rentré en Italie pour une opération bénigne, il meurt à l'hôpital à Rome le 3 juillet 1982.

## Prises de position et critiques

### Liturgie
Il déclare dans l'Osservatore Romano du 19 mars 1965, dans un article traitant des modifications effectuées dans les textes de la Semaine sainte :

« Et pourtant, l’amour des âmes et le désir de faciliter par tous les moyens le chemin de l’union avec les frères séparés, en enlevant toute pierre qui pourrait constituer, même de loin, une pierre d’achoppement ou une cause d’inconfort, ont également conduit l’Église à consentir ces douloureux sacrifices. (E tuttavia l'amore delle anime e il desiderio di agevolare in ogni modo il cammino dell'unione ai fratelli separati, rimovendo ogni pietra che possa constituire pur lontanamente un inciampo o motivo di disagio, hanno indoto la Chiesa anche a quiesti penosi sacrifici.) »

Selon son biographe, l'historien Yves Chiron, Bugnini est "un des personnages les plus controversés de l’histoire de l’Église contemporaine" du fait de son action lors de la réforme liturgique liée à Vatican II. Bugnini apparaît davantage comme un organisateur remarquable que comme un théologien ou spécialiste de la liturgie. Le cardinal Antonelli, ayant travaillé à ses côtés depuis 1948, affirmera 20 ans plus tard dans un écrit personnel que la "lacune la plus remarquable" chez Bugnini est "le manque de formation et de sens théologique", considérant que c'est une "grave lacune" en liturgie où "chaque parole et chaque geste" traduisent une "idée théologique". « Pour les uns, il est le maître d’œuvre de la plus audacieuse et la plus aboutie des réformes liturgiques accomplies dans l’histoire de l’Église. Pour les autres il est un dévastateur de la liturgie, le responsable de sa désacralisation », affirme Yves Chiron dans sa biographie saluée par La Croix.

### Rumeur d'appartenance à la franc-maçonnerie
Après la mise en œuvre de la réforme liturgique, l'hostilité envers Bugnini est si grande que circulent des rumeurs d'appartenance à la franc-maçonnerie. Bugnini rapporte avoir eu connaissance de cette rumeur en 1975 : le cardinal Silvio Oddi, légat du Pape, lui affirma avoir vu son nom sur une liste d'affiliation à la franc-maçonnerie et savoir de source sûre que la franc-maçonnerie lui versait 500 000 lires par mois. Bugnini nie fermement, et s'en défend par écrit auprès de Paul VI en octobre 1975. La rumeur est relayée dans la presse à partir du printemps 1976, originellement par Marcel Lefebvre et Jean Madiran, puis dans la presse italienne qui y ajoute des dates et détails. Bugnini écrit ensuite un très long démenti à Paul VI, un autre démenti de Bugnini est publié dans Le Figaro, et un démenti du Saint-Siège est publié dans L'Osservatore Romano du 10 octobre 1976. Selon son biographe l'historien Yves Chiron, et l'historien Alain Rauwel, ces rumeurs sont infondées,.

## Publications
En 1983 est publié en italien l'ouvrage de plus de mille pages constituant ses mémoires : La Réforme liturgique (1948-1975). L'historien Alain Rauwel qualifie cet ouvrage d'apologétique. Selon le liturgiste Aimé-Georges Martimort, Bugnini voulait faire de cet ouvrage « le plus beau monument en l'honneur de Paul VI ».
En 2012 est publié en italien son ouvrage autobiographique Liturgiae cultor et amator, servi la Chiesà (Adorateur et amoureux de la liturgie, serviteur de l’Église).

## Sources
- (de) Cet article est partiellement ou en totalité issu de l’article de Wikipédia en allemand intitulé « Annibale Bugnini » (voir la liste des auteurs).